# Wyszki (gmina)
Wyszki – gmina wiejska w województwie podlaskim, w powiecie bielskim. W latach 1975–1998 gmina położona była w województwie białostockim.
Siedziba gminy to Wyszki.
Według danych z 30 czerwca 2004 gminę zamieszkiwały 5062 osoby. Natomiast według danych z 31 grudnia 2019 roku gminę zamieszkiwało 4347 osób.

## Struktura powierzchni
Według danych z roku 2002 gmina Wyszki ma obszar 206,5 km², w tym:
- użytki rolne: 71%
- użytki leśne: 22%

Gmina stanowi 14,91% powierzchni powiatu.

## Demografia
Według Powszechnego Spisu Ludności z 1921 roku gminę zamieszkiwało 6.477 osób, wśród których 4.072 było wyznania rzymskokatolickiego, 2.330 prawosławnego, 3 greckokatolickiego a 72 mojżeszowego. Jednocześnie 4.492 mieszkańców zadeklarowało polską przynależność narodową, 1.925 białoruską, 58 żydowską a 2 rosyjską. Było tu 1.210 budynków mieszkalnych.

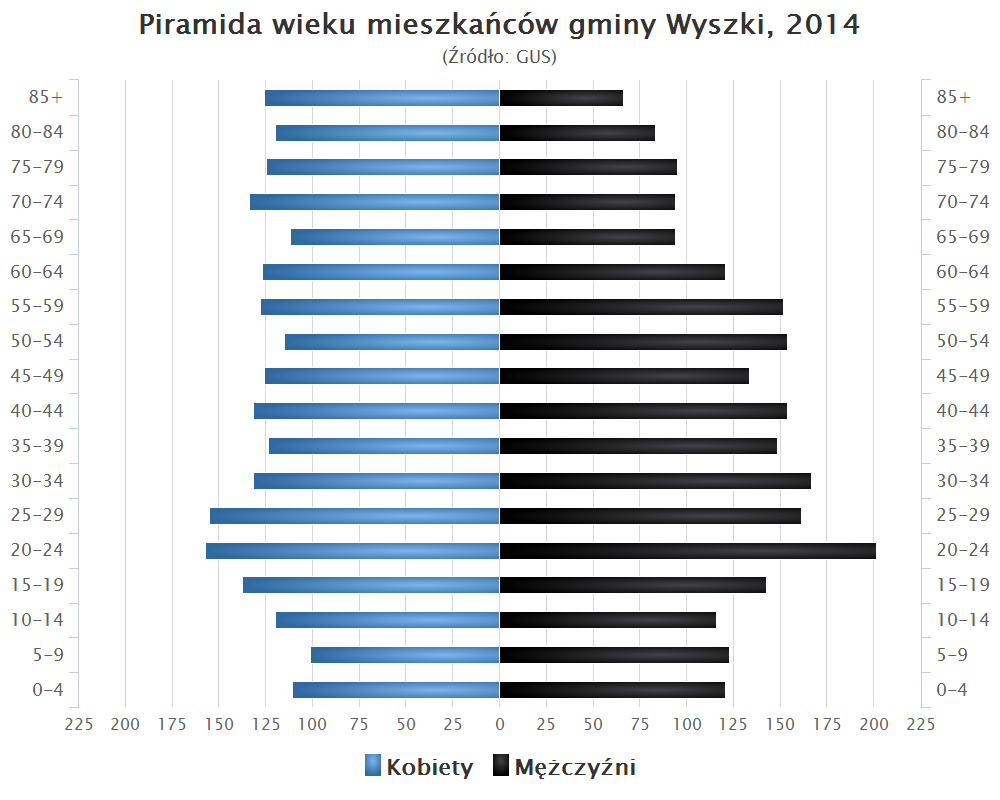
Piramida wieku mieszkańców gminy Wyszki w 2014 roku

Dane z 30 czerwca 2004:
| Opis                              | Ogółem | Ogółem | Kobiety | Kobiety | Mężczyźni | Mężczyźni |
| --------------------------------- | ------ | ------ | ------- | ------- | --------- | --------- |
| jednostka                         | osób   | %      | osób    | %       | osób      | %         |
| populacja                         | 5062   | 100    | 2501    | 49,4    | 2561      | 50,6      |
| gęstość zaludnienia (mieszk./km²) | 24,5   | 24,5   | 12,1    | 12,1    | 12,4      | 12,4      |

## Sołectwa
Bagińskie (Nowe Bagińskie i Stare Bagińskie), (Bogusze -  Górskie - Trzeszczkowo), Budlewo, Bujnowo, Falki, Filipy, Gawiny, Godzieby, Ignatki, Koćmiery-Wypychy, Kowale, Kożuszki, Łapcie, Łuczaje, Malesze, Mierzwin Duży, Mierzwin Mały, Mieszuki, Moskwin, Mulawicze, Niewino Borowe, Niewino Kamieńskie, Niewino Leśne, Niewino Popławskie, Niewino Stare, Olszanica, Osówka, Pulsze, Samułki Duże, Samułki Małe, Sasiny, Sieśki, Stacewicze, Strabla, Szczepany, Szpaki, Topczewo, Tworki, Warpechy Stare, Warpechy Nowe, Wodźki, Wólka Pietkowska, Wólka Zaleska, Wyszki, Zakrzewo, Zalesie.

## Miejscowości niesołeckie
Kalinówka, Kamienny Dwór, Krupice, Łubice, Łyse, Nowe Bagińskie, Ostrówek, Pierzchały, Pulsze (zniesiona osada leśna), Stare Bagińskie, Warpechy Nowe, Wiktorzyn, Zdrojki.

## Sąsiednie gminy
Bielsk Podlaski, Brańsk, Juchnowiec Kościelny, Poświętne, Suraż